# Sleepaway Camp
Sleepaway Camp è un film del 1983 scritto e diretto da Robert Hiltzik.

## Trama
Nell'estate 1975 John Baker porta i figli Angela e Peter a fare una gita in barca vicino al campo estivo Camp Arawak, e i due fratelli fanno uno scherzo al padre John capovolgendo la loro barca; quando tentano di nuotare a riva dove li aspetta Lenny, il partner di John, la consigliera Mary Ann perde il controllo del suo motoscafo e travolge John e Peter, che rimangono uccisi nell'impatto; l'unica sopravvissuta è Angela. 
Otto anni dopo l'incidente, nel 1983, Angela, ora quattordicenne, vive con il cugino Ricky e la sua zia Martha Thomas, che manda i due cugini a trascorrere le vacanze a Camp Arawak; è la prima volta per Angela, mentre Ricky già lo aveva frequentato.
A causa della sua personalità Angela diventa presto vittima di bullismo, in particolare dalla sua compagna di camera Judy e dalla loro consigliera Meg, mentre i due consiglieri Ronnie Angelo e Susie cercano di aiutarla a integrarsi. Angela conosce in seguito Artie, il violento capocuoco, che la porta nella dispensa della cucina col pretesto di offrirle qualcosa che le piaccia e tenta di violentarla, ma viene scoperto da Ricky, che prontamente porta in salvo la cugina. Poco dopo, una misteriosa figura fa cadere Artie da uno sgabello e gli fa rovesciare addosso una pentola d'acqua bollente, procurandogli gravissime ustioni. Mel Kostic, il direttore del campeggio, lo considera un semplice incidente per evitare una pubblicità negativa.
Quando una sera due campeggiatori di nome Kenny e Mike irridono Angela, Ricky interviene nuovamente in difesa della cugina e si azzuffa contro di loro assieme al suo amico Paul finché il loro consigliere Gene non interviene per fermare la baruffa. Dopodiché Paul si ferma a parlare con Angela raccontandole dei suoi trascorsi con il cugino Ricky, che conosce da tre anni. Più tardi Kenny, poco dopo aver fatto uno scherzo a una ragazza di nome Leslie rovesciandola dalla sua canoa, viene annegato dalla stessa misteriosa figura di prima; quando la mattina seguente il bagnino Hal rinviene il suo cadavere, Mel lo considera nuovamente un incidente, malgrado i dubbi di Ronnie e dell'agente di polizia Frank. In quel momento Paul chiede ad Angela di guardare un film assieme a lui quella sera stessa e lei accetta; al termine del film, Paul accompagna Angela alla sua camera e le dà due baci della buonanotte, ai quali lei reagisce dicendogli timidamente di dover rientrare.
Il giorno dopo, Angela continua a subire soprusi e angherie tra Meg che la scuote per la sua introversione, Judy che la deride per l'assenza di attributi femminili e un altro ragazzo del campo, Billy, che assieme a Mike e ad altri campeggiatori le tirano dei gavettoni scatenando l'ira del cugino Ricky, il quale inveisce contro i teppisti (che saranno redarguiti da Mel per la bravata) e soccorre la ragazza insieme a Paul. Poco più tardi, il misterioso assassino intrappola Billy nel bagno con una scopa e gli lancia da una finestra un alveare le cui api assalgono e uccidono il ragazzo. A questo punto, Mel inizia a sospettare che per il campeggio si aggiri veramente un assassino.
Una notte, Paul e Angela giocano a rincorrersi lungo il litorale vicino al lago, ma nel bel mezzo di un momento intimo tra i due ragazzi, Angela ha un flashback di una volta in cui lei e il fratello Peter intravidero il padre John fare sesso con il partner Lenny, culminante con i due che si puntano il dito a vicenda a letto. Finito il flashback, Angela fugge via spaventata. Paul, rimasto solo, rimane molto confuso dalla cosa e durante una partita a rubabandiera del giorno seguente viene sedotto da Judy che lo bacia davanti ad Angela. Sentendosi in colpa, Paul cerca di spiegarsi con lei ma viene mandato via da Meg e Judy, che prendono Angela di peso e la gettano in acqua. Ricky corre in soccorso di Angela e giura vendetta nei confronti dei suoi aguzzini.
Quella sera, il misterioso killer miete altre vittime: Meg viene pugnalata lungo tutta la spina dorsale sotto la doccia mentre si prepara per un incontro con Mel, quattro ragazzini che avevano tirato della sabbia addosso ad Angela e Ricky vengono fatti a pezzi con un'accetta mentre il loro consigliere Eddie accompagnava altri due del gruppo a casa e Judy viene soffocata con un cuscino e violentata con una piastra per capelli. Paul nel frattempo, durante una festa organizzata dal campo, riesce a scusarsi con Angela per quello che è successo con Judy, al che lei gli dà appuntamento davanti al litorale a festa finita. Nel mentre Mel trova il cadavere di Meg e, convinto che il killer sia Ricky dopo averlo sentito giurare vendetta contro tutti coloro che avevano dato il tormento alla cugina, lo trascina nei boschi e lo picchia selvaggiamente. Durante la sua fuga Mel incontra il vero killer, che riconosce, e viene ucciso da una freccia che gli trapassa la gola. 
L'agente Frank viene convocato e perlustra il campo assieme ai consiglieri in cerca dei campeggiatori mancanti e dell'assassino; trovano Ricky privo di sensi ma ancora vivo. Intanto, Paul e Angela si incontrano come stabilito davanti al litorale, dove la ragazza gli propone di fare un bagno insieme completamente svestiti. Ronnie e Susie trovano quindi Angela seduta davanti al lago mentre accarezza la testa di Paul, addormentato sulle sue ginocchia, canticchiando tra sé e sé.
Viene rivelato in un altro flashback che il vero superstite dell'incidente in barca era Peter: la zia Martha, infatti, avendo già un figlio maschio e desiderando una figlia femmina, ha cresciuto Peter come se fosse la sorella morta una volta presa custodia di lui dopo l'incidente. Il film si conclude quindi con "Angela" (in realtà Peter) che si alza in piedi con in mano un coltello, facendo cadere a terra la testa mozzata di Paul a Ronnie e Susie, mentre diverse inquadrature mostrano il suo intero corpo nudo e insanguinato. I titoli di coda scorrono sopra l'immagine, che assume un filtro verde, accompagnati da una canzone romantica in sottofondo; il destino dei due consiglieri rimane sconosciuto.

## Produzione
Ispirato a Venerdì 13, il film fu realizzato con un budget di circa 350.000 dollari.

## Distribuzione e incassi
Il 18 novembre 1983 il film venne distribuito in maniera limitata in alcuni cinema statunitensi dalla United Film Distribution Company. Nel solo primo weekend incassò un totale di 430.000 dollari negli Stati Uniti. Quando uscì nei cinema è stato il film ad incassare di più a New York, battendo il film horror Amityville 3D. Il film ottenne un modesto successo nei cinema, incassando in totale 11 milioni di dollari.

## Accoglienza
Il sito Rotten Tomatoes dà al film un punteggio del 70% sulla base di 10 recensioni.

## Edizione integrale
La versione di Sleepaway Camp presente in dvd e che circola online non è la versione integrale del film, la quale è reperibile unicamente nella VHS edita dalla Media Home Entertainment.
La versione integrale ha la durata di soli 15 secondi in più rispetto a quella censurata ma presenta numerose scene inedite.
Le scene tagliate presenti nella versione integrale sono le seguenti:
- Nella scena in cui la faccia di Mozart va a sbattere contro il sedere di un altro ragazzo, è stato tagliato l'effetto sonoro.
- Una scena in cui i ragazzi corrono nudi lungo il molo e si gettano in acqua.
- La scena in cui il serpente d'acqua esce dalla bocca del cadavere di Kenny.
- Dopo la scena in cui Mel sgrida i ragazzi che hanno lanciato i gavettoni d'acqua su Angela e mentre questi si reca con Ricky a vedere come sta la ragazza, è stata tagliata una scena nella quale un ragazzo fa un gestaccio a Mel e lo insulta.
- Dopo che Ricky fa il gestaccio del dito medio a Judy nel bosco, è stata tagliata una breve scena nella quale la ragazza risponde al ragazzo.
- Una scena in più di Ricky che gira per il bosco.
- Dopo che Mel ha rinvenuto il cadavere di Meg sono state tagliate diverse inquadrature del corpo della ragazza.

Curiosamente nella versione integrale non è però presente a inizio il film, prima del logo della American Eagle Films, la dedica del regista alla madre.

## Sequel
Il grande successo del film portò alla realizzazione di numerosi sequel.
Negli anni ottanta il regista Michael A. Simpson ha diretto i primi due sequel: Sleepaway Camp II: Unhappy Campers (1988) e Sleepaway Camp III: Teenage Wasteland (1989). In essi, Angela Baker (ora interpretata dalla giovane sorella di Bruce Springsteen, Pamela) ritorna in un campo estivo nelle vicinanze e questa volta è mascherata da consigliere dopo aver fatto un'operazione chirurgica per cambiare sesso e diventare completamente donna. Anche in questi due film Angela uccide quanti si comportano male con lei o la infastidiscono.
Nel 1992 Jim Markovic iniziò a girare un quarto sequel del film intitolato Sleepaway Camp IV: The Survivor. A causa del fallimento della compagnia di produzione il film rimase incompleto, ma venne comunque pubblicato nel 2012 con l'aggiunta di materiale di repertorio dei primi capitoli della saga. Nel 2002 i 34 minuti di girato vennero inseriti come contenuti speciali nel cofanetto DVD "Sleepaway Camp Survival Kit". Nel 2012, il film venne completato dal webmaster John Klyza, il quale aggiunse al poco girato varie scene provenienti dai tre film precedenti.
Nel 2003 venne realizzato il film Return to Sleepaway Camp, girato da Robert Hiltzik, il regista del film originale. Gli eventi di questo film ignorano completamente quando avvenuto nel 2°, 3° e 4° film della serie. A causa di alcuni problemi, il film non venne distribuito fino al 4 novembre 2008.
Hiltzik annunciò la sua intenzione di dirigere un altro film della serie dal titolo Sleepaway Camp Reunion. Tuttavia ad oggi il film non è ancora stato realizzato.